# Wonder Mountain’s Guardian
Wonder Mountain’s Guardian (englisch für „Beschützer des Wunderberges“) in Canada’s Wonderland, Vaughan (Ontario) ist eine Kombination aus Stahlachterbahn und interaktivem Darkride des Herstellers ART Engineering, die am 24. Mai 2014 eröffnet wurde. Auf der 305 Meter langen und 18 Meter hohen Strecke fahren die Besucher an großformatigen Projektionen mit virtuellen Zielen vorbei, auf die sie mit an den Wagen angebrachten „Pistolen“ schießen können. Neben verschiedenen Spezialeffekten, wie etwa Wind, werden die Besucher während der Fahrt mit 3D-Effekten traktiert, die durch das Tragen einer 3D-Brille erzeugt werden. Die Bahn ist nach Boo Blasters on Boo Hill der zweite interaktive Darkride und die 17. Achterbahn in Canada’s Wonderland.

## Geschichte
Als Canada’s Wonderland Ende Juli 2013 Arbeiten an der westlichen Seite des künstlichen Bergmassivs Wonder Mountain durchführte, kamen erste Spekulationen um eine neue Attraktion für die Saison 2014 auf. Am 30. August 2013 wurde die neue Attraktion mit dem Namen „Wonder Mountain’s Guardian“ dann offiziell im regionalen Frühstücksfernsehen für Toronto angekündigt. Mitte Januar 2014 trafen die ersten Schienenstücke des Herstellers ART Engineering im Park ein. Etwa einen Monat später wurde mit der Installation der Schienen in dem künstlichen Massiv begonnen. Ende Februar wurden die Projektionsflächen für die 3D-Sequenzen eingebaut. Nachdem Anfang März die ersten Stützen im Außenbereich der Attraktion errichtet wurden, konnte Anfang April der Lifthill fertiggestellt werden. Am 24. Mai 2014 wurde Wonder Mountain’s Guardian schließlich offiziell eröffnet.

## Fahrt

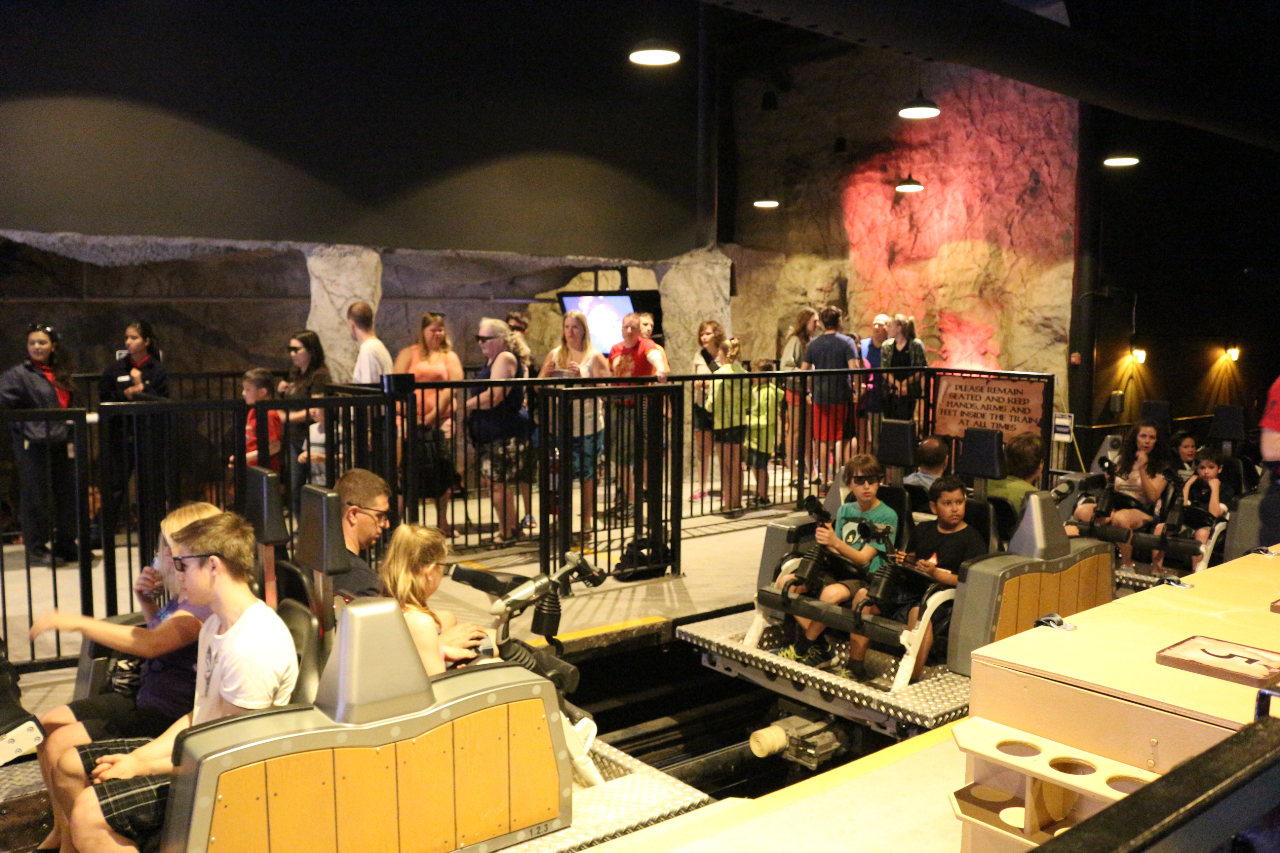
Die Station von Wonder Mountain’s Guardian

Nachdem der Zug vom Parkpersonal freigegeben wurde, verlässt er die Station, durchfährt eine 180°-Kurve nach rechts und erreicht den 18 Meter hohen Lifthill. Oben angekommen, gleitet der Zug in einer kleinen Abfahrt nach rechts, fährt auf die andere Seite des Wonder Mountain und begibt sich nach einer geneigten Rechtskurve in das Innere des künstlichen Bergmassivs. Während der Zug auf Schrittgeschwindigkeit verzögert wird und die einzelnen Wagen nach rechts gedreht werden, schließt sich hinter ihm am Eingang des Berges ein Tor, um den Raum abzudunkeln. Es ertönt eine Stimme aus dem Off, dass die Besucher auf die Gegner schießen sollen. Die erste Szene findet in einer Wald-artigen Umgebung statt, in der sich als Ziele Spinnen und Fledermäuse befinden. In der nächsten Szene befinden sich Drachen und Troll-artige Gestalten, bevor die Kamera in einen See untertaucht und die Besucher sich gegen Wasserlebewesen zur Wehr setzen müssen. Am Ende der Sequenz durchquert der Zug einen virtuellen Wasserfall. Es folgen weitere Drachen als Ziele, bevor der Zug in einem Raum voller Goldschätze auf dem für die Besucher unsichtbaren Freifallelement zum Stehen kommt. Nachdem ein feuerspeiender Drachen erschienen ist, fällt das Teilstück der Schiene rund neun Meter gen Erdboden. Der Zug rollt anschließend von dem Freifallelement hinunter und die Wagen werden wieder in ihre Ausgangsposition in Fahrtrichtung gedreht. Seitlich der Strecke wird der von der Anzahl der getroffenen Ziele abhängige erreichte Punktestand für jeden Mitfahrer angezeigt. Nach einer Linkskurve fährt der Zug wieder in die Station ein.

## Technik

### Schiene
Die Stahlschiene von Wonder Mountain’s Guardian ist 305 Meter lang und erreicht an ihrer höchsten Stelle, dem Scheitel des Lifthills, eine Höhe von 18 Metern. Während im Außenbereich die Schienen grau und die Stützen beige lackiert sind, sind im Innenbereich sowohl Schienen als auch Stützen schwarz. Zudem hält die Bahn mit der 150 Meter langen und vier Meter hohen, neben der Schiene angebrachten Projektionsfläche den Weltrekord für den längsten interaktiven 3D-Screen.

### Züge
Wonder Mountain’s Guardian verfügt über fünf Züge mit jeweils zwei Wagen. Jeder Wagen hat zwei Sitzreihen, die je zwei Personen Platz bieten, sodass ein Zug acht Fahrgäste fasst. Jeder Sitzplatz verfügt über einen eigenen Schoßbügel sowie eine Lightgun. Die theoretische Kapazität beläuft sich auf rund 650 Fahrgäste pro Stunde.

### Hersteller
Das Fahrsystem (Schiene und Züge) der Bahn wurden von dem deutschen Unternehmen ART Engineering aus Oberried im Breisgau geliefert. Die Technik für den interaktiven Darkride-Part stammt vom kanadischen Bewegungssimulator-Spezialisten Triotech Amusement aus Montreal.